# Fox Glacier (Antarktis)
För andra betydelser, se Fox Glacier (olika betydelser).
Fox Glacier är en glaciär i Antarktis. Den ligger i Östantarktis. Australien gör anspråk på området.
Terrängen runt Fox Glacier är platt. Havet är nära Fox Glacier åt sydost.  Trakten är obefolkad. Det finns inga samhällen i närheten.